# Foncebadón
Foncebadón es una localidad española perteneciente al municipio de Santa Colomba de Somoza, en la comarca de la Maragatería, provincia de León, comunidad autónoma de Castilla y León. Estuvo abandonado hasta el resurgir de la peregrinación a Santiago en la última década del siglo XX. Posee tres bares-restaurantes, cuatro albergues, uno de ellos con categoría de albergue turístico, dos con categoría de Turístico de los Caminos a Santiago y un cuarto albergue de peregrinos sin fin lucrativo, un bar-tienda de ultramarinos y una pensión. Desde poco antes del resurgir de la peregrinación, algunos antiguos habitantes de Foncebadón y sus familiares más cercanos están volviendo a rehabilitar las viviendas abandonadas o derruidas que quedaban.

## Abandono
El pueblo comenzó a ser abandonado a finales de los años 60, principio de los años 70, debido mayoritariamente a las dificultades económicas que el pueblo tenía en ese momento. Gran parte de la población emigró hacia Madrid u otras ciudades de España en busca de empleo y de una vida alejada de la agricultura, la ganadería o la minería, ya que estos eran los únicos oficios que ofrecían Foncebadón y sus aledaños. Pasados unos pocos años, toda la demografía del pueblo se redujo drásticamente de un centenar de habitantes a dos personas.
Debido al abandono masivo que sufrió el pueblo, este, como otras muchas localidades de la región, fue víctima de saqueos que en la mayoría de casos dañaban seriamente las casas que a los muy pocos años, acabarían derrumbándose sobre sí mismas, tal y como pasó con la hoy reformada parroquia o el colegio.

## Contexto geográfico

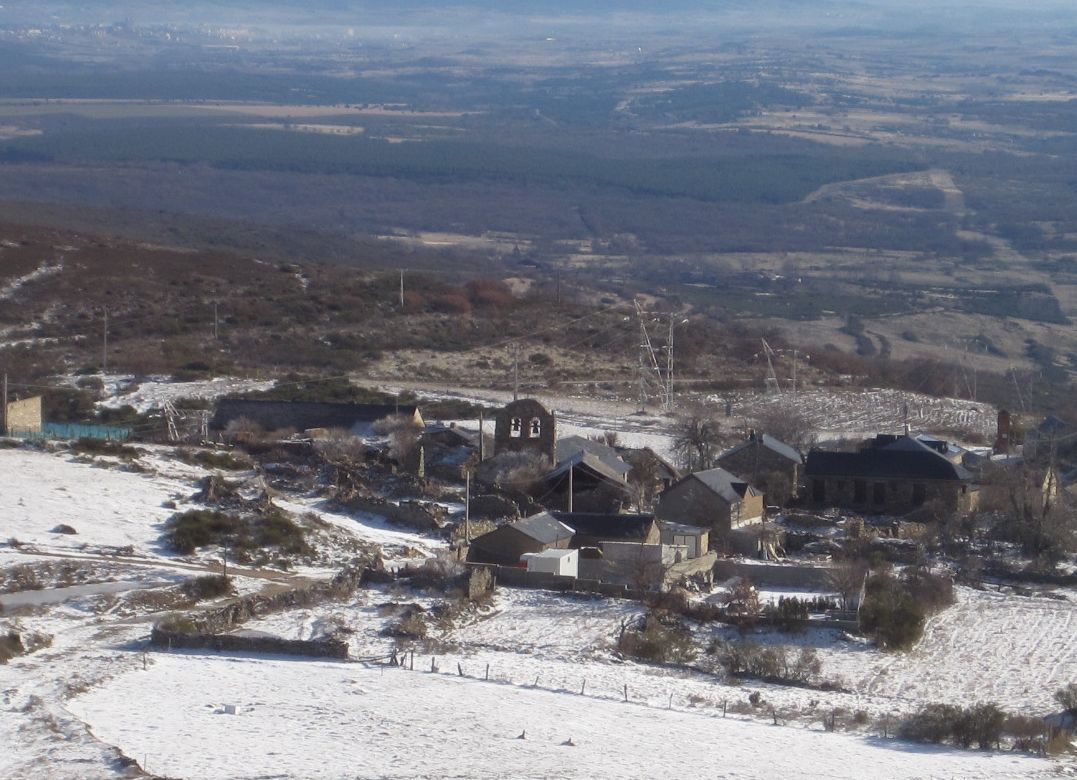
Vista invernal de la localidad, desde el puerto de su mismo nombre.

Situado cerca de la Cruz de Hierro, en la ruta del Camino de Santiago Francés. Es paso obligado de peregrinos para superar el puerto.

## Acontecimientos
En el siglo X fue sede de un concilio. El obispo Gaucelmo estableció aquí un albergue y un hospital de peregrinos.
En los años 90 una de las últimas habitantes de esta localidad, se vio envuelta en un problema relacionado con las campanas de la parroquia. La Iglesia exigía que las campanas de la ya derruida parroquia, fueran restauradas y ofrecidas a otra iglesia para su uso, a lo que la vecina reaccionó subiéndose al campanario armada con una vara y exigiendo que dejasen el pueblo tal cual estaba, ya que esas campanas podrían servirla para advertir a los pueblos cercanos de que se había quedado atrapada en el pueblo por inclemencias meteorológicas. También para que los peregrinos que pasan por Foncebadón, no se pierdan entre la niebla.